# Open Comunidad de Madrid 2025 - Doppio
Il doppio del torneo di tennis professionistico Open Comunidad de Madrid 2025, facente parte della categoria Challenger 100 nell'ambito dell'ATP Challenger Tour 2025, si è giocato dal 7 al 13 aprile a Madrid, in Spagna. Tra le coppie partecipanti erano assenti Harri Heliövaara e Henry Patten, i detentori del titolo.
In finale Francisco Cabral e Lucas Miedler hanno sconfitto Jakub Paul e David Pel con il punteggio di 7–6(2), 6–4.

## Teste di serie
1. Guido Andreozzi /  Théo Arribagé (primo turno)
2. Orlando Luz /  Albano Olivetti (semifinale)

1. Francisco Cabral /  Lucas Miedler (campioni)
2. Jakub Paul /  David Pel (finale)

## Wildcard
1. Sergi Pérez Contri /  Pablo Masjuan Ginel (primo turno)

1. Miguel Damas /  Daniel Mérida (ritirati)

## Alternate
1. Michiel De Krom /  Ryan Nijboer (primo turno)

## Tabellone

### Legenda
| - Q = Qualificato - WC = Wild card - LL = Lucky loser | - ALT = Alternate - SE = Special Exempt - PR = Protected Ranking | - w/o = Walkover - r = Ritirato - d = Squalificato |

|  | Primo turno | Primo turno                          | Primo turno                          | Primo turno         | Primo turno |  |  | Quarti di finale | Quarti di finale                | Quarti di finale                | Quarti di finale        | Quarti di finale |   |      | Semifinali | Semifinali             | Semifinali           | Semifinali                     | Semifinali                     |   |   | Finale | Finale | Finale | Finale | Finale |  |
|  |             |                                      |                                      |                     |             |  |  |                  |                                 |                                 |                         |                  |   |      |            |                        |                      |                                |                                |   |   |        |        |        |        |        |  |
|  | 1           | G Andreozzi T Arribagé               | 6                                    | 5                   | [8]         |  |  |                  |                                 |                                 |                         |                  |   |      |            |                        |                      |                                |                                |   |   |        |        |        |        |        |  |
|  |             | A Chandrasekar D Vega Hernández      | 3                                    | 7                   | [10]        |  |  |                  | A Chandrasekar D Vega Hernández | A Chandrasekar D Vega Hernández | 4                       | 2                |   |      |            |                        |                      |                                |                                |   |   |        |        |        |        |        |  |
|  |             | Í Cervantes D Molčanov               | 6                                    | 3                   | [12]        |  |  |                  | Í Cervantes D Molčanov          | Í Cervantes D Molčanov          | 6                       | 6                |   |      |            |                        |                      |                                |                                |   |   |        |        |        |        |        |  |
|  |             | D Masur L Sanchez                    | 1                                    | 6                   | [10]        |  |  |                  |                                 |                                 |                         |                  |   |      |            | Í Cervantes D Molčanov | 7                    | 4                              | [6]                            |   |   |        |        |        |        |        |  |
|  | 4           | J Paul D Pel                         | J Paul D Pel                         | 6                   | 7           |  |  |                  |                                 | 4                               | J Paul D Pel            | 64               | 6 | [10] |            |                        |                      |                                |                                |   |   |        |        |        |        |        |  |
|  | WC          | S Pérez Contri P Masjuan Ginel       | S Pérez Contri P Masjuan Ginel       | 2                   | 63          |  |  | 4                | J Paul D Pel                    | J Paul D Pel                    | J Paul D Pel            | w/o              |   |      |            |                        |                      |                                |                                |   |   |        |        |        |        |        |  |
|  |             | A Moro Cañas M Trungelliti           | A Moro Cañas M Trungelliti           | 3                   | 2           |  |  |                  | D Rincón O Roca Batalla         | D Rincón O Roca Batalla         | D Rincón O Roca Batalla |                  |   |      |            |                        |                      |                                |                                |   |   |        |        |        |        |        |  |
|  |             | D Rincón O Roca Batalla              | D Rincón O Roca Batalla              | 6                   | 6           |  |  |                  |                                 |                                 |                         |                  |   |      | 4          | Jakub Paul David Pel   | Jakub Paul David Pel | 62                             | 4                              |   |   |        |        |        |        |        |  |
|  |             | S Myneni R Ramanathan                | 6                                    | 5                   | [10]        |  |  |                  |                                 |                                 |                         |                  |   |      |            |                        | 3                    | Francisco Cabral Lucas Miedler | Francisco Cabral Lucas Miedler | 7 | 6 |        |        |        |        |        |  |
|  |             | J Barnat F Duda                      | 2                                    | 7                   | [6]         |  |  |                  | S Myneni R Ramanathan           | S Myneni R Ramanathan           | 2                       | 4                |   |      |            |                        |                      |                                |                                |   |   |        |        |        |        |        |  |
|  |             | K Majchrzak S Ofner                  | K Majchrzak S Ofner                  | K Majchrzak S Ofner |             |  |  | 3                | F Cabral L Miedler              | F Cabral L Miedler              | 6                       | 6                |   |      |            |                        |                      |                                |                                |   |   |        |        |        |        |        |  |
|  | 3           | F Cabral L Miedler                   | F Cabral L Miedler                   | F Cabral L Miedler  | w/o         |  |  |                  |                                 |                                 |                         |                  |   |      | 3          | F Cabral L Miedler     | 6                    | 3                              | [10]                           |   |   |        |        |        |        |        |  |
|  |             | N Kaliyanda Poonacha S Martos Gornés | N Kaliyanda Poonacha S Martos Gornés | 4                   | 4           |  |  |                  |                                 | 2                               | O Luz A Olivetti        | 4                | 6 | [7]  |            |                        |                      |                                |                                |   |   |        |        |        |        |        |  |
|  |             | S Banthia A Donski                   | S Banthia A Donski                   | 6                   | 6           |  |  |                  | S Banthia A Donski              | S Banthia A Donski              | 62                      | 64               |   |      |            |                        |                      |                                |                                |   |   |        |        |        |        |        |  |
|  | Alt         | M De Krom R Nijboer                  | M De Krom R Nijboer                  | 62                  | 4           |  |  | 2                | O Luz A Olivetti                | O Luz A Olivetti                | 7                       | 7                |   |      |            |                        |                      |                                |                                |   |   |        |        |        |        |        |  |
|  | 2           | O Luz A Olivetti                     | O Luz A Olivetti                     | 7                   | 6           |  |  |                  |                                 |                                 |                         |                  |   |      |            |                        |                      |                                |                                |   |   |        |        |        |        |        |  |